# UGC 6614
UGC 6614 (ou PGC 36122) est une vaste galaxie spirale avec un anneau située dans la constellation du Lion. Sa vitesse par rapport au fond diffus cosmologique est de 6 695 ± 24 km/s, ce qui correspond à une distance de Hubble de 98,8 ± 6,9 Mpc (∼322 millions d'al).
La classe de luminosité de UGC 6614 est I et elle présente une large raie HI. Elle est de plus une galaxie à faible brillance de surface (LSB en anglais pour low surface brightness). Les galaxies LSB sont des galaxies diffuses (D) avec une brillance de surface inférieure de moins d'une magnitude à celle du ciel nocturne ambiant. Dans le cas d'UGC 6614, il s'agit plus précisément d'une galaxie GLSB (giant low surface brightness galaxies).
Selon la base de données Simbad, UGC 6614 est une galaxie LINER, c'est-à-dire une galaxie dont le noyau présente un spectre d'émission caractérisé par de larges raies d'atomes faiblement ionisés.
UGC 6614 a été utilisée par Gérard de Vaucouleurs dans son atlas de galaxies comme exemple de galaxie de type morphologique SA(r)a.

## Morphologie
UGC 6614 est une galaxie avec un bulbe galactique large et entouré d'un anneau de formation stellaire. Sa structure s'étend également au-delà de cet anneau, sous la forme d'une spirale aux bras étendus et à la faible luminosité,.
L'hypothèse la plus probable pour expliquer la morphologie d'UGC 6614 est qu'elle ait été par le passé une galaxie elliptique massive qui, à la suite de fusions répétées avec des galaxies à disques, s'est entourée d'un anneau stellaire.
UGC 6614 abrite en son centre un trou noir supermassif d'une masse estimée à 3,8 × 106 masses solaires.

## Supernova
Le phénomène transitoire AT 2020ojw (ou ATLAS20sgz,) probablement une supernova, a été découvert dans UGC 6614 le 11 juillet 2020 par le relevé astronomique ATLAS (Asteroid Terrestrial-impact Last Alert System). D'une magnitude apparente de 18,4 au moment de sa découverte, sa distance par rapport à la Terre a pu être estimée à environ 93,0 Mpc (∼303 millions d'al),.